# Consacá
Consacá è un comune della Colombia facente parte del dipartimento di Nariño.
Il centro abitato venne fondato da Jaime Churupamba nel 1861.